# Спинола, Андреа
Андреа Спинола (итал. Andrea Spinola; Генуя, 1562 — Генуя, 1641) — дож Генуэзской республики.

## Биография
Сын Кристофоро Спинолы и Джулии Паллавичини, родился в Генуе около 1562 года. Получил гуманитарное и военное образование, в молодости устроился в Банк Сан-Джорджо.
В возрасте сорока лет официально начал служить Генуэзской республике как "отец города", был избран на должность цензора (1609-1610) и полковника милиции в Сестри-Поненте и генуэзских долинах Польчевера и Бизаньо. 
В ходе 1613 года он вернулся в Геную, где он был избран сенатором, а затем губернатором Республики, служил в магистрате чрезвычайных ситуаций после 1615 года. Комиссара левантийского города Сарцана (1617).
В последующее десятилетие он занимал должности в магистратах милосердия, иностранной валюты, войны (во время войны 1625 года между Республикой Генуей и герцогством Савойским), работал прокурором, сенатором и губернатором Республики.

### Правление
26 июня 1629 года Спинола был избран Великим Советом на пост дожа, 99-го в истории республики.
Во время своего правления, в 1630 году, Генуя принимала принцессу Испании Марию Анну Австрийскую, которая была встречена со всеми возможными почестями, несмотря на страшную эпидемию чумы, поразившую Геную и основные итальянские и европейские города.
В конце срока мандата, 26 июня 1631 года, Спинола был избран пожизненным прокурором и занимал различные государственные должности. Он умер в Генуе в 1641 году, и его тело было погребено в церкви Сан-Франческо-ди-Кастеллетто.

### Личная жизнь
Был женат на Сесилии Спиноле, которая родила ему 11 детей, среди которых были Джироламо и Карло, последний сеньор Сант-Анджело-деи-Ломбарди.